# Figurer i Asterix
Detta är en lista med beskrivningar av de viktigaste figurerna i Asterix.

## Figurernas namn
Oftast är figurernas namn direkta ordlekar, exempelvis fiskhandlaren Crabbofix som på svenska kan utläsas som "krabb och fisk". Fiskhandlarens fru har i de svenska översättningarna inget förnamn, men heter i originalversionen Jellosubmarina (fr. Iélosubmarine) Miraculix, druiden som "gör mirakel". Idefix, en fix idé. Detsamma gäller namnen på originalspråket franska och även de flesta översatta namnen. Asterix eget namn är en ordlek med asterisk; liten stjärna, och Obelix' (som tillverkar bautastenar) på obelisk. Gallernas mansnamn slutar uteslutande på -ix, som man ofta precis som ovan kan vända från ett -ks-ljud till ett -sk-ljud. Även romarnas namn brukar vara behäftade med någon form av ordlek. Liknande ordlekar förekommer även i ortnamn, till exempel i romarlägret Aquarium, en plats där det finns/förvaras vatten. Många namn, såväl personnamn som ortnamn är direkt oöversättbara till svenska, men översättarna har för det mesta behållit de franska namnen.

### Olika namn för samma figur
Något förvirrande är att översättarna till de svenska albumen inte varit konsekventa vid namngivningen, vilket gör att samma figur i den svenska utgivningen kan ha olika namn i olika upplagor. Detta gäller särskilt flera av bifigurerna.

## Huvudpersoner
Här återfinns de seriefigurer som är mest centrala i handlingen i de flesta Asterix-berättelserna.

### Asterix
Asterix (fr. Astérix; efter astérisque, 'asterisk') är seriens huvudperson och hjälte. Han är bland de kortaste i den lilla galliska byn, men blir ändå stark av trolldrycken som Miraculix tillreder. Asterix är blond, har som alla andra galler mustascher, och bär en hjälm med stora vingar på. Hans tröja är svart och han bär röda byxor och i bältet ett mindre svärd, som han dock sällan behöver använda. Han är väldigt klipsk, och det är hans största tillgång då trolldrycken inte finns till hands. Asterix är godhjärtad och vänlig, men något lättretad, och kvick när det gäller sarkastiska kommentarer.
I de tecknade filmerna spelades hans röst på svenska oftast av Bert-Åke Varg, men även av Bo Maniette. I de svenska dubbningarna av spelfilmerna om Asterix spelades han av Tomas Bolme i de två första, och av Fredrik Hiller i de två sista. Tomas Bolme har därefter återvänt som Asterix i de två närvarande datoranimerade filmerna om Asterix.

### Obelix

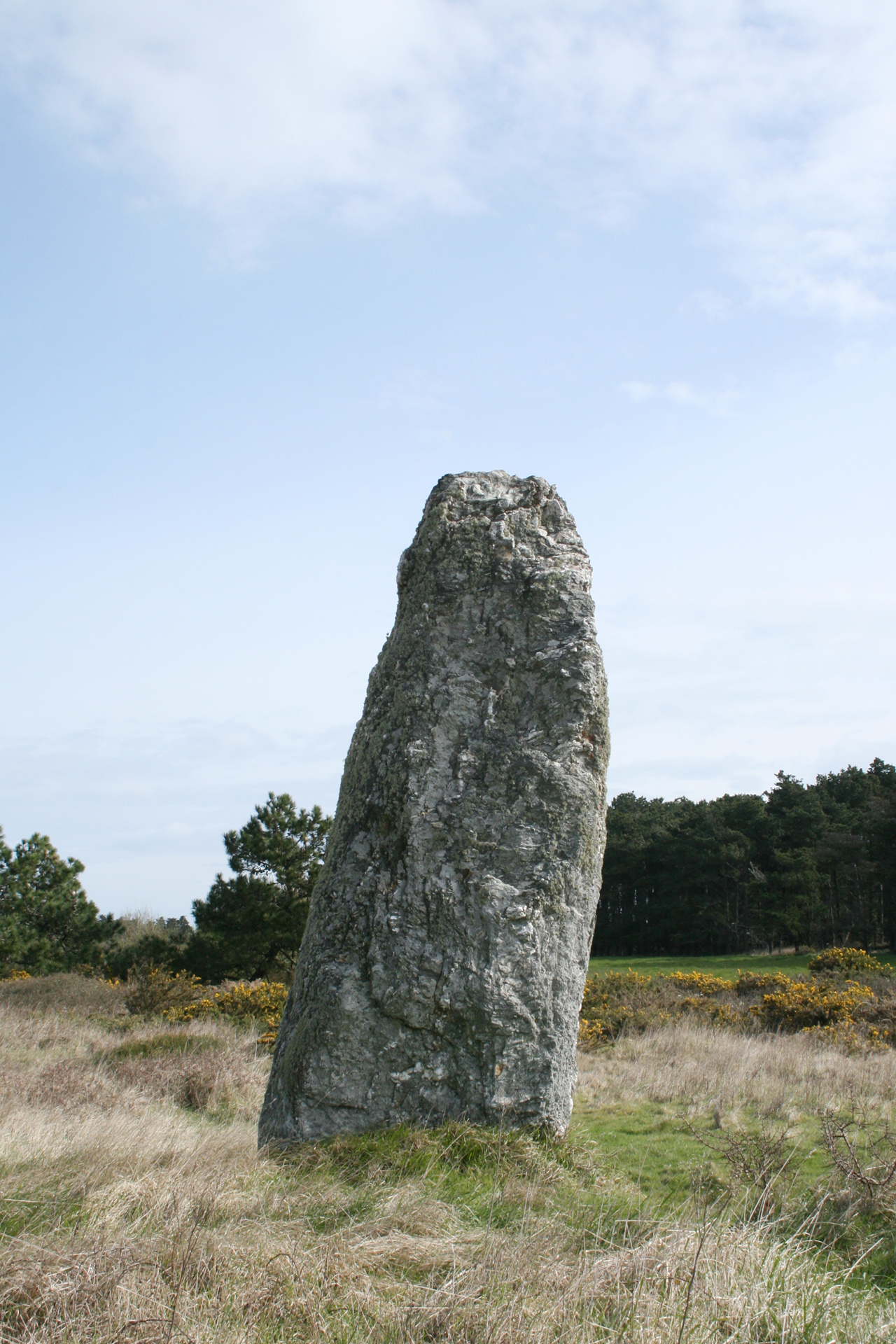
Obelix är bautastensleverantör.

Obelix (fr. Obélix; efter obélisque, 'obelisk') är Asterix bästa vän och seriens andra huvudperson. Han är välväxt och bär på längden blåvit-randiga byxor för att inte framstå som tjock. Han har rött hår med två flätor och röd mustasch. Obelix arbetar som bautastensleverantör och är inte lika intelligent som Asterix, men ändå välmenande. Obelix är konstant stark sedan han föll i grytan med trolldryck som barn, något som gjort att det skulle vara farligt för honom att dricka mer trolldryck, till hans förtret eftersom han är väldigt förtjust i både mat och dryck.
I Asterix och Kleopatra fick han för första gången smaka av trolldrycken när han, Asterix och Miraculix var fast i en pyramid. Men det var bara en droppe trolldryck som han fick. Hans favoriträtt är nyfångade och grillade vildsvin, som han kan äta mycket av och gärna fångar själv, och han är annars en trogen husse åt sin hund, Idefix. Det har hänt att Obelix blivit rejält berusad på vin, varvid han bland annat gormar "Obsalut, Ferpekt!". Att han inte tål så mycket, trots sin kroppshydda, kan ha en förklaring i att han är van att dränka sina sorger i getmjölk.
I de tecknade filmerna spelades hans röst på svenska av Håkan Serner, Börje Ahlstedt, Jan Koldenius och Uffe Larsson. I de svenska dubbningarna av spelfilmerna och de nya datoranimerade filmerna om Asterix spelades han av Allan Svensson.

### Idefix
Idefix (fr. Idéfix; efter idée fixe, 'fix idé') är Obelix lilla vita hund, som är en mycket trogen följeslagare. Han gillar träd och blir lika upprörd varje gång ett träd fälls eller blir skadat, vilket Obelix lätt gör av misstag. Idefix dyker upp första gången i Gallien runt. Obelix försöker att träna Idefix till att apportera bautastenar.

### Miraculix
Miraculix (fr. Panoramix, ungefär "Vidsynte", eng., "Getafix", "get a fix") är den gamle finurlige druid som är vän till Asterix och som tillreder grytan med trolldryck som krävs för att Asterix och de andra i byn ska bli starka och oövervinnliga för romarna, med undantag av Obelix som Miraculix inte tillåter smaka av grytan, sedan han föll i den som barn. Miraculix är vithårig och har långt skägg, och en vit druiddräkt. Han kan också framställa diverse konstiga drycker som gör folk randiga eller prickiga, något som han framför allt visar när han tappat minnet, bland annat beroende på att han (oavsiktligt) blir nerslagen av Obelix kastade bautastenar. Hans viktigaste redskap är guldskäran, med vilken han samlar de mistlar som är en av de viktigaste ingredienserna i trolldrycken.

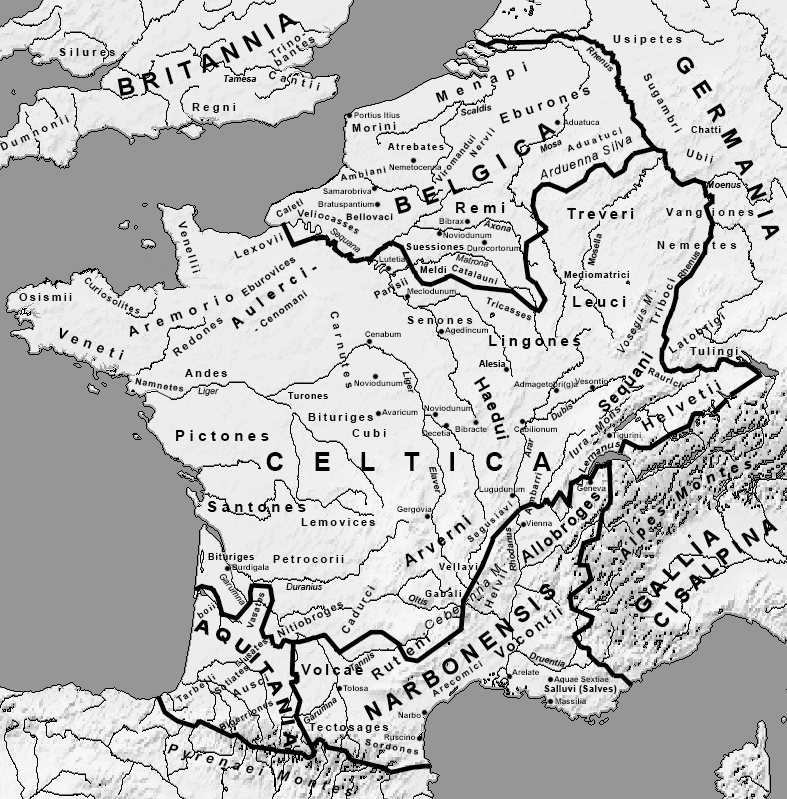
En gång om året beger sig Miraculix till Carnuter-skogen i centrala Gallien. Här syns Carnutes vid centrala Loire, medan de upproriska galliska by är belägen nära texten Curiosolites.

Det enda man får veta om ingredienserna i trolldrycken är att den innehåller mistel, bergolja och hummer, men hummern är endast för smakens skull. Likaså kan man använda jordgubbar i koket, åtminstone om man vill skämta med romarna (som i Asterix och hans tappra galler). Bergoljan är däremot en viktig del av drycken, men den går att ersätta med rödbetssaft vilket också gör smaken bättre.
Miraculix beger sig en gång om året till Carnuter-skogen i centrala Gallien. Där samlades enligt traditionen (åtminstone enligt De bello gallico) alla Galliens druider för överläggningar och för att utse sin ledare. Enligt Asterix och goterna utser man vid sammankomsten också "Årets druid".

### Majestix
Majestix (fr. Abraracourcix) är hövding i den lilla byn där Asterix bor. Han är också vän till Asterix, och är en medelålders man med rödlätt hår och är ganska rund om magen. Han uppskattar god mat som hans fru Bonemine tillreder. I egenskap av byhövding låter han sig för det mesta transporteras genom att bli buren på en sköld, vilket kan ge problem vid passage av dörrar. Majestix enda rädsla är att himlen ska falla ned över hans huvud.

## Bybor och andra galler
Här återfinns de ofta återkommande bybor och övriga galler som spelar väsentliga roller i berättelserna.

### Troubadix
Troubadix (franska: Assurancetourix, av assurance-tous-risques: "allriskförsäkring") är byns bard, vars sångkonst är föga uppskattad av övriga byinvånare. Till de andras förskräckelse komponerar han musik vars framförande ingen annan i byn uppskattar. Den utnyttjas dock i vissa sammanhang som ett hemligt vapen, vilket förklarar Troubadix franska namn. När en stam vikingar vill lära sig att känna rädsla, visar det sig att det enda som biter på dessa orädda herrar är Troubadix sångkonst. I detta album. visar han också att hans musicerande får pinfärsk mjölk att skära sig. Han trakterar omväxlande lyra, säckpipa och andra instrument.
När han inte sjunger anses han dock vara en sympatisk person som är omtyckt av de flesta. Förutom att sjunga brukar han också undervisa barnen i byn. Han har också ibland visat sig ha en förmåga att skapa regn med sin sång, till och med inomhus. I Asterix i Indien får han nytta av denna förmåga. Han är också omåttligt populär bland indierna. Med början i Asterix och guldskäran (det andra albumet i originalutgivningen) bakbinds nästan alltid Troubadix och förses med munkavle inför de byfester som brukar avsluta varje äventyr, och han fyller på så sätt en nyckelroll i de flesta av berättelserna.
Troubadix bor i ett hus byggt uppe i ett träd i byn. Man får gå på en cirkeltrappa runt stammen upp till huset. Vid flera tillfällen råkar trädet ut för olyckor, vilket i regel leder till illtjut från den känsliga idefix.

### Smidefix
Smidefix (fr. Cétautomatix; efter cet[te] automatique, 'den här automatiken') är byns smed. Han är blond och mycket muskelstark, som ett resultat av många års smidande (och slagsmål). Han är Troubadix störste icke-beundrare, och drar sig inte för att använda hammaren om Troubadix får för sig att sjunga - det finns faktiskt enstaka tillfällen då Smidefix diskret uppmuntrat Troubadix att sjunga för att få en anledning att klå upp honom. Den grälsjuke Smidefix retar också gärna Senilix för hans höga ålder, och han råkar ofta i gräl med Crabbofix – huvudsakligen angående den senares fiskvarors färskhet. Detta kan lätt eskalera till större handgripligheter, något som ofta involverar kastande av nämnda fiskvaror. 
Smidefix försäljningstaktik är strålande "köp ett äkta antikt svärd, jag har gjort det själv."
Byns smed med samma namn uppträder redan i första albumet, men han har då ett helt annat utseende än den Smidefix som sedan blir en återkommande figur.

### Crabbofix och fru Crabbofix

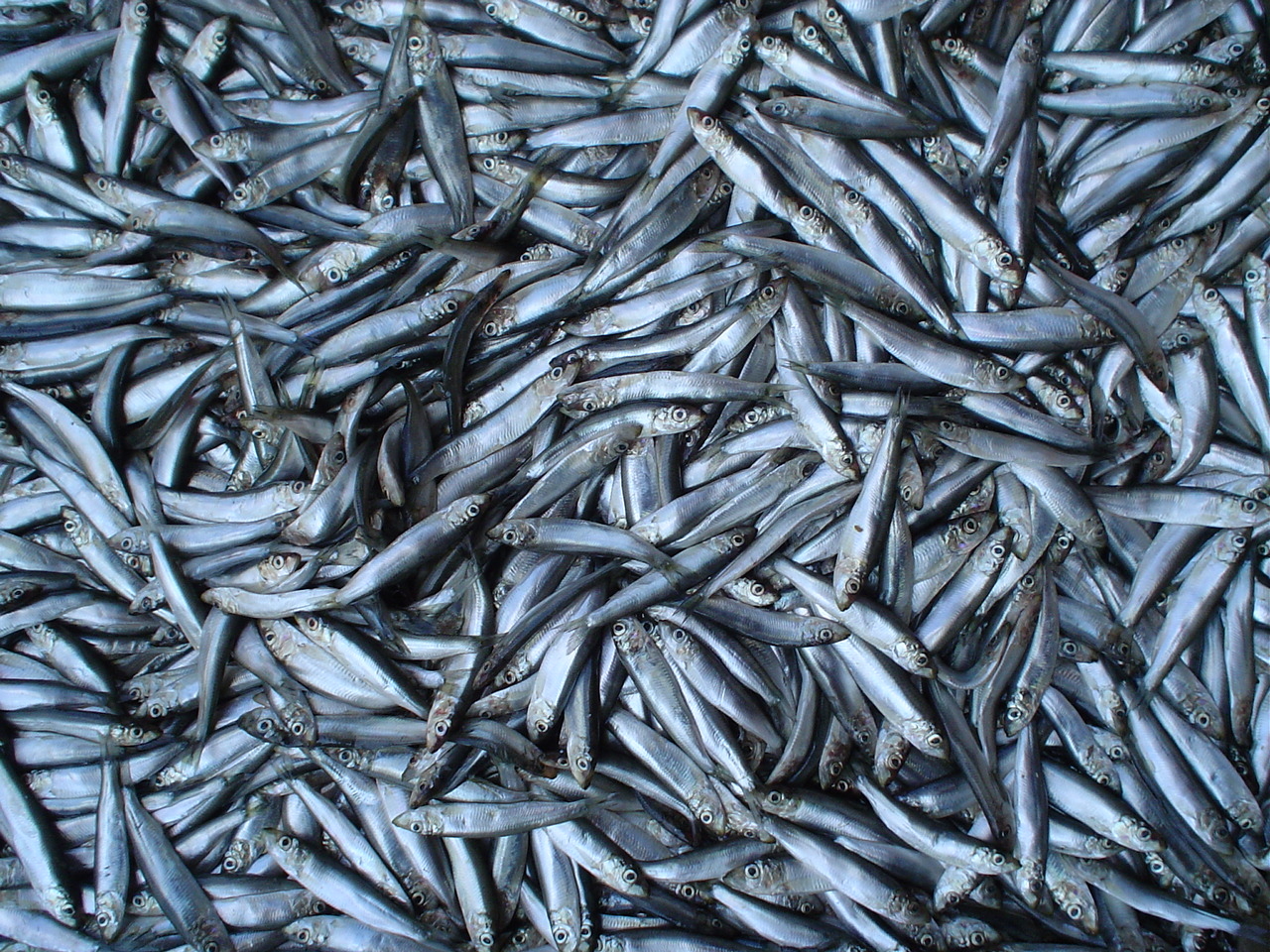
Crabbofix säljer fisk vars kvalitet ofta ifrågasätts.

Crabbofix (fr. Ordralfabétix; efter ordre alphabétique, 'alfabetisk ordning') är byns fiskhandlare som säljer "färsk" fisk och skaldjur tillsammans med sin fru Jellosubmarina (franska: Iélosubmarine, på svenska mest känd som fru Crabbofix). Det uppstår ofta konflikter med smeden Smidefix och de andra i byn om huruvida hans fiskar verkligen är färska, vilket lätt eskalerar till storskaliga slagsmål (oftast med fiskar som tillhyggen). Crabbofix hävdar att han säljer kvalitetsfisk levererad i oxdragen vagn från Lutetia (Paris), och med tanke på de långa och långsamma transporterna därifrån förstår man bybornas misstänksamhet angående fiskens eventuella färskhet. Crabbofix med hustru medverkar för första gången i albumet Asterix i Spanien. Crabbofix äger dock en fiskebåt och ses faktiskt i Asterix i Spanien (sid 24) både fiska och tillaga färsk fisk.

### Bonemine
Bonemine (originalnamn; efter bonne mine, 'god min'; i vissa svenska översättningar kallas hon Mina – "Mina lilla" makarna emellan) är hövdingen Majestix fru. Hon lagar god mat och är ofta intresserad av det senaste från Lutetia (Paris). Ibland är hon trött på sin makes småskurenhet och ofina sätt. Hon har en vass tunga och är svag för pengar, lyx och status (mer än en gång tar hon över taktpinnen från sin obeslutsamme make). Bonemine dyker upp för första gången i albumet Romarnas skräck. Hennes bror Homeopatix är en förmögen affärsman bosatt i Lutetia (Paris), som förekommer i Caesars lagerkrans.

### Senilix
Senilix (fr. Agecanonix, efter âge canonique, 'kanonisk ålder') är den galliska byns äldste invånare. Han är en mycket gammal, men märkligt viril man. Han är gift med en betydligt yngre vacker kvinna, som endast är känd som fru Senilix. Senilix är också en av de kortaste byborna, borträknat barnen, ihopkrympt som ett ålderns tecken, vithårig och delvis skallig, men ändå naturligtvis med den för de manliga byborna karaktäristiska mustaschen. Hans signalement är den lika krokiga käppen han stödjer sig på. På engelska heter Senilix "Geriatrix", vilket anspelar på geriatrik, och på italienska "Matusalemix", vilket syftar på hans höga ålder (se även "Matusalix").
I bland annat Asterix på olympiaden omnämns Senilix ålder som 93 (han borde alltså ha fötts omkring 143 f.Kr.). Här är Senilix tydligen fortfarande ogift. Senilix är annars krigsveteran, och bildar i Caesars gåva ett parti med främlingsfientligt valprogram som dock ingen annan tar på allvar. Senilix parti är mot alla som kommer från ställen utanför byn – även sydgaller.

### Fru Senilix
Fru Senilix  (fr. Mme Agecanonix) är naturligtvis Senilix fru, en mycket vacker och betydligt yngre rödhårig kvinna och även betydligt längre än Senilix själv. Hennes eget namn nämns aldrig i serien, men som fru till byns äldste invånare åtnjuter hon en viss status. Hon är en god sömmerska och tycks ha ett lyckligt äktenskap med sin Senilix, som hon dock bestämmer en del över. Hon har även lätt att bli svartsjuk.
Den blivande fru Senilix dyker upp första gången på den inledande vyn över byn i albumet Asterix i Spanien, där den hon tar en promenad genom byn – följd av sin blivande make.

### Lillfixa(n)
Lillfixa(n) (fr. Falbala, tidigt översatt till Lillefix) är en vacker gallisk flicka som är förlovad med Tragicomix. Hon är blondin med långt hår och anses av många manliga bybor – inklusive Obelix som föll för henne vid första ögonkastet – som byns vackraste invånare.
Lillfixan och Tragicomix uppträder i Asterix drar i fält, Obelix på galejan, Asterix och Latraviata och Åter till Gallien. Lillfixan har även synts i någon av de kortare Asterix-historierna. I filmen Asterix och Obelix möter Caesar kallas hon "Falbala" även i den svenska översättningen. I en intervju sade Uderzo att Lillfixan är baserad på hans egen hustru.

### Tragicomix
Tragicomix (originalnamn) är en stilig ung gallisk man som är förlovad med Lillfixan, men som till skillnad från andra galliska seriefigurer inte bor i byn. Han och Lillfixan träffades i Condate (nuvarande Rennes). Till skillnad från de andra mansfigurerna i serien är Tragicomix inte tecknad i humorserie-stil, utan är mer "realistiskt" tecknad, precis som Lillfixa. De båda utgör på så sätt seriens "vackra par".

## Andra viktiga figurer

### Piraterna

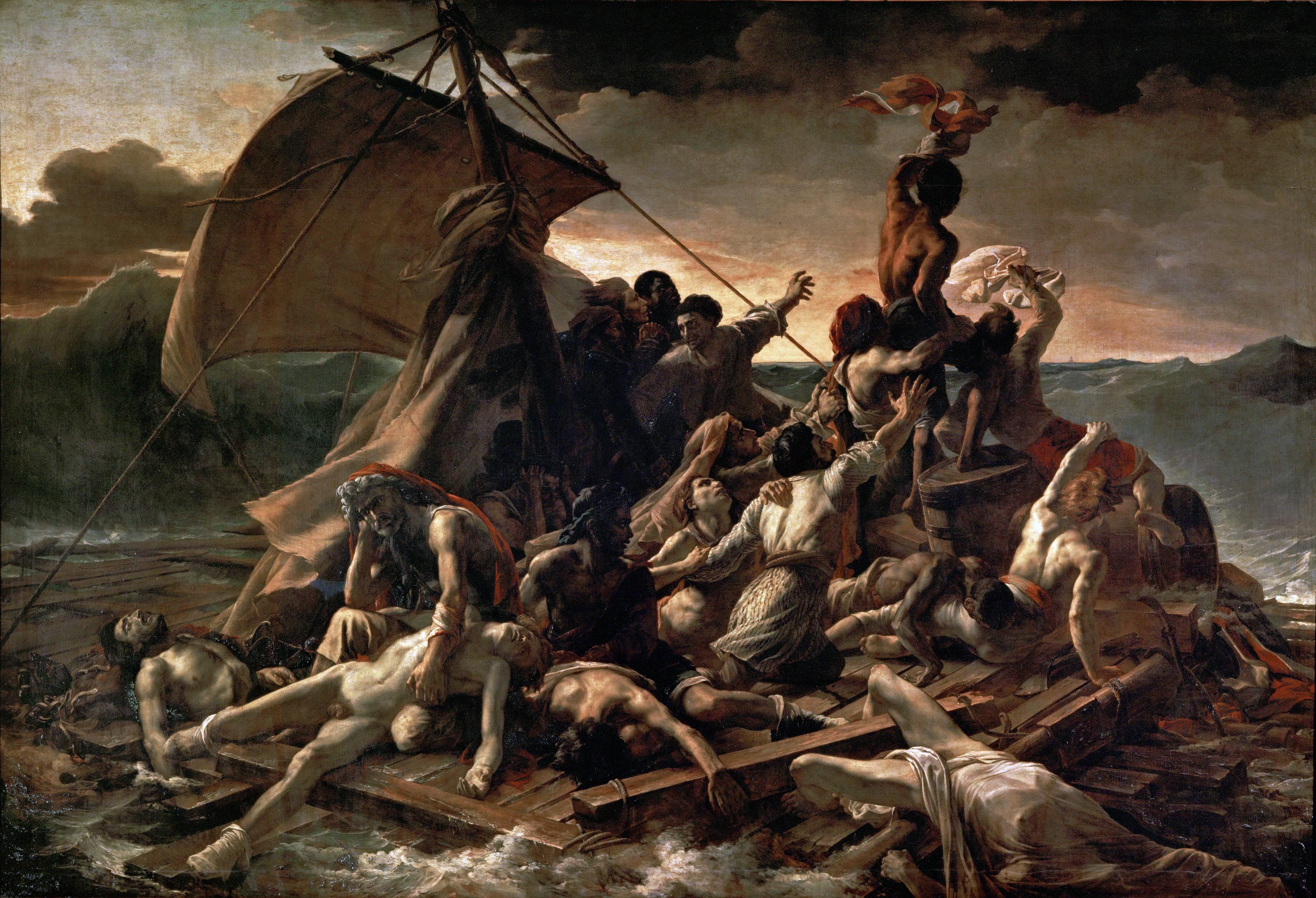
Medusas flotte, som parodieras när piraterna förliser i Asterix drar i fält.

Piraterna, eller sjörövarna, lyckas alltid på något vis hamna i vägen för Asterix och Obelix. Även då äventyret inte direkt har någon sjöfartsanknytning dyker piraterna nästan alltid upp. Denna grupp får alltid dra det kortaste strået när de möter våra hjältar. Om inte Obelix lyckas sänka deras skepp sänker de det själva eller övertalas att ingå i en klart ofördelaktig affärsuppgörelse. 
Piraterna har en mer "flytande" roll i berättelsen, men de seglar bokstavligt in i äventyret mest kanske för att lätta upp stämningen för våra hjältar under långa och till synes tråkiga resor till havs. Deras ständiga förlisningar utgör en sorts upprepningshumor. Piraternas sorti i äventyret brukar kännetecknas av att de ligger och flyter i vattnet bland diverse vrakgods, medan kaptenens andreman får sista ordet i form av ett känt romerskt citat. Till nästa Asterixäventyr har de alltid skaffat sig ett nytt skepp och har fått vind i seglen igen, för att återigen möta Asterix och Obelix. Man vet väldigt litet om piraternas egennamn. I albumet Asterix på irrvägar (sid. 17) kan man se att piraterna rekryterat Frankensteins monster till besättningen. Denne besättningsmedlem finns även med ombord i albumet Asterix i Indien (sid 15, 16).
Dessa pirater kommer ursprungligen från Victor Hubinons serie Röde Piraten eller Rödskägg (franska: Barbe Rouge). Likheten mellan Hubinons och Uderzos pirater (båda serierna trycktes ursprungligen i Pilote) är mycket stor.
- Piraternas skepp seglar för det mesta under Jolly Roger trots att denna flagga "uppfinns" många århundraden senare.
- I Asterix drar i fält gör piraterna sorti på en flotte efter att deras skepp blivit sänkt, vilket är en parodi på 1800-talsmålningen Medusas flotte av Théodore Géricault.
- Dessa pirater gästspelar även i Iznogouds äventyr: Iznougoud och den mystiska moroten, sidan 20 och 21. Detta är kanske inte så konstigt, eftersom även den här serien har René Goscinny som manusförfattare.
- I Asterix i Belgien hjälper piraterna till med att introducera musslan i den belgiska kokkonsten.
- Dessa pirater opererar så vitt man vet i östra delen av Atlanten: i Engelska kanalen, södra delen av Nordsjön samt i Medelhavet. Enstaka gånger navigerar de också längre norrut, i Nordsjön eller rent av i Skagerack (se Asterix och vikingarna). Hursomhelst har de inte lärt sig att undvika farvattnen utanför Gallien.

### Julius Caesar

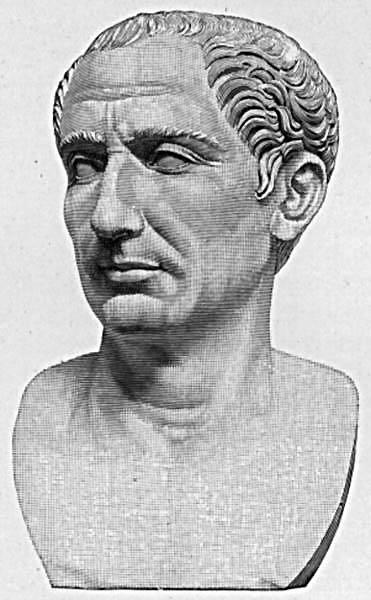
Verklighetens Julius Caesar.

Julius Caesar är också en viktig figur i de tecknade serierna om Asterix. I serien precis som i verkligheten är Caesar Romarrikets ledare. I Asterix-serierna har Rom lyckats ockuperat hela Gallien, förutom just den lilla by där Asterix och Obelix bor. Detta retar förstås Caesar till gallfeber. Inte nog med detta så brukar Asterix och Obelix vid lämpliga tillfällen träffa Caesar och reta honom lite extra. 
Caesar gillrar ibland fällor åt Asterix och Obelix, men dessa misslyckas alltid, vilket retar upp honom ännu mer. Ibland visar det sig att Julius Caesar ändå kan vara trevlig och rättskaffens. Vad som retar honom är bara att han inte har makt över byn där gallerna bor.

## Tillfälliga eller mindre betydelsefulla figurer
Här återfinns figurer som bara förekommer i enstaka berättelser, eller figurer som spelar mindre roller i berättelserna om Asterix.

### Galler
- Bigboss är hövding i den engelska by där Asterix kusin Fixfax/Jollytorax bor. Debuterar i albumet Asterix och britterna och återkommer i Asterix på Korsika.
- Fixfax eller Jollytorax (beroende på översättning) är Asterix engelske kusin. Han debuterar i albumet Asterix och britterna och återkommer i Asterix på Korsika. Fixfax/Jollytorax är mycket lik sin kusin, men har ett mer brittiskt temperament.
- Homeopatix är storebror till Bonemine, och följaktligen Majestix svåger. Han medverkar i Caesars lagerkrans. Homeopatix lever som romarna och har gott om pengar, vilket retar gallfeber (sic!) på Majestix. Homeopatix lär sig heller aldrig vad Majestix heter.
- Ortopedix är en gallisk krögare, som under falska betingelser blir "ägare" till de okuvligas by i Caesars gåva.
- Matusalix är en druid, Miraculix farfarsfar, och bor i en grotta under Miraculix hus. Han är väldigt busig men är också envis, och har extremt långt skägg. Figuren förekommer i filmen Asterix och Obelix möter Caesar.
- Pneumatix / Portofix (franska: Pneumatix) delar ut posten i Asterix och vikingarna och Asterix drar i fält. I den förra historien levererar han en postorderkatalog till en bybo och ett brev till Majestix. Han tycks inte oroa sig för tunga försändelser, trots att de består av text huggna i stenplattor. Namnet är översatt som Pneumatix i framför allt äldre svenska översättningar och Portofix i (vissa) nyare album.
- Psychoanalytix är en druid som har vissa (tvivelaktiga) kunskaper inom den antika psykologin. Man konsulterar Psychoanalytix i Tvekampen. I äldre upplagor heter seriefiguren Amnesix.

Verklighetens Vercingetorix lägger ner vapnen framför Caesars fötter, till skillnad från i Asterix. Dramatiserad målning av Lionel-Noël Royer.

- Vercingetorix är en av seriefigurerna (tillsammans med bland andra Caesar och Kleopatra) som är baserad på en verklig person, och är förmodligen den som inspirerat till alla de övriga gallernas namnändelse -ix. Som gallernas härförare i kriget mot Rom kan han sägas vara den galliska motsvarigheten till Caesar i serien. Han är dock till skillnad mot Caesar ingen återkommande figur, utan förekommer när han (bokstavligt) lägger ner vapnen framför (egentligen på) Caesars fötter efter det förlorade galliska kriget, den som föregår den lilla byns ensamma motståndskamp mot romarriket.

### Romare
- Bonus Optimus är en centurion i albumet Tvekampen. Bonus Optimus skriker alltid när han pratar.
- Caligula Minus är en romersk legionär i albumet Asterix och hans tappra galler. Han blir vald att infiltrera den galliska byn och hitta information om den magiska trolldrycken. Han går under namnet Caliguliminix, men blir snart avslöjad.
- Nollnollsex är en hemlig spion i Caesars tjänst. Han har en ledande biroll i Asterix på irrvägar. Nollnollsex kommunicerar med sin chef med hjälp av en "brevfluga"; en fluga som flyger långa sträckor med hemliga meddelanden. Som det också sägs i albumet är detta en "förflugen idé". Nollnollsex har även andra spionattiraljer, bland annat en hopfällbar vagn. Sannolikt är han en antik föregångare till agent 007, och är påfallande lik  skådespelaren Sean Connery som spelat 007 i flera Bondfilmer.
- Gaius Bonus är en centurion i filmen Asterix och Obelix möter Caesar och albumet Asterix och hans tappra galler.
- Solidus Stupidus är en romersk legionär i albumet Asterix och tvedräkten. Stupidus är inte den klokaste legionären, och han brukar slå andra legionärer med sin träklubba.

### Andra
- Kleopatra är den tredje karaktären i serien förutom Caesar och Vercingetorix som är baserad på en historisk person. Hon har dock den mest tillfälliga rollen av de tre, och förekommer mest i Asterix och Kleopatra, det andra Asterixalbumet som gavs ut i originalutgivningen, men har även en roll i Asterix & Son.
- Epidemais (originalnamn, ordlek på franska épi de maïs, "majskolv") är en fenicisisk handelsman som dyker upp första gången i Asterix som gladiator. Han återkommer senare och brukar frakta Asterix och Obelix med sällskap över haven. Epidemais är lite småslug och brukar lura sina passagerare, men inte Asterix och Obelix som han ser som sina vänner eftersom de hjälper honom mot piraterna.

## Gästande figurer

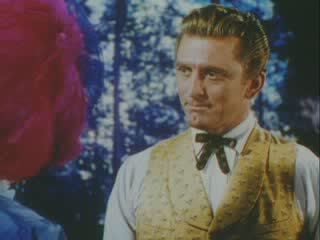
Kirk Douglas.

Seriefigurer från andra serier, samt nu eller tidigare existerande personer, såsom skådespelare och andra kändisar, förekommer i några av Asterixalbumen.
Dupontarna (sidan 31) och den belgiske tävlingscyklisten Eddy Merckx (sidan 39) figurerar i Asterix i Belgien. En belgisk frivillig legionär på sidan 21 i Asterix drar i fält som har en hårtofs misstänkt lik Tintins. I Asterix i Spanien dyker Don Quijote upp. Marsupilami finns på sidan 38 i Tvekampen. Vid flera tillfällen har tecknaren ritat in sig själv tillsammans med manusförfattaren.
En av huvudpersonerna i Obelix på galejan är en avbild av den amerikanske skådespelaren Kirk Douglas (i rollen som "Spartacus"). Helan och Halvan, det vill säga Stan Laurel och Oliver Hardy, är statister i Obelix & Co, och i detta album figurerar även en illa dold parodi (uttänkt av Albert Uderzo) på dåvarande premiärministern Jacques Chirac (Caius Absurdus). Hela albumet är för övrigt en parodi på Chiracs ekonomiska politik. Sean Connery, alias James Bond, har lånat sitt utseende åt Nollnollsex, spion, i Asterix på irrvägar. Fyra barder åminnande om medlemmarna i The Beatles figurerar i albumet Asterix och britterna. Ytterligare exempel finns, flera gånger förekommer lokala franska TV-personligheter, politiker och skådespelare vilka i allmänhet är okända för den svenska läsekretsen.